# خالد عزب
خالد عزب (13 مايو 1966) هو كاتب وبروفيسور مصري. حاصل على الدكتوراه في الآثار الإسلامية. عمل رئيسا لقطاع المشروعات والخدمات المركزية بمكتبة الإسكندرية. فاز بجائزتين منها جائزة الدولة للتفوق في فرع العلوم الاجتماعية من قبل المجلس الأعلى للثقافة في مصر عن كافة أعماله البحثية عام 2016. اعتُقل من قبل السلطات المختصة في مصر بتهمة نشر أخبار كاذبة وإساءة استخدام وسائل التواصل الاجتماعي في عام 2019، ولكن أُفرج عنه في شهر أغسطس 2020.

## سيرته المهنية
ولد خالد محمد مصطفى عزب في محافظة كفر الشيخ في مطوبس، مصر بتاريخ 18 مايو 1966. تخرج في جامعة القاهرة وحصل على شهادة البكالوريوس في الآثار عام 1988. ثم نال على الماجستير في الآثار الإسلامية وكانت رسالته بعنوان «دور الفقه الإسلامي في العمارة المدنية في مدينتي القاهرة ورشيد في العصرين المملوكي والعثماني» في عام 1995. ثم نال على درجة الدكتوراه في عام 2002 عن أطروحته بعنوان «التحولات السياسية وأثرها في العمارة بمدينة القاهرة منذ العصر الأيوبي حتى عصر الخديو إسماعيل». شعل عزب منصب رئيس قطاع المشروعات والخدمات المركزية بمكتبة الإسكندرية. كما عمل رئيسا لمفتشي الآثار في من عام 1994 حتى 2001. وتولى منصب نائب مدير في أحد المراكز البحثية التابعة لمكتبة الإسكندرية «مركز الخطوط» منذ عام 2003 وحتى 2009. كما أنه شغل عضوية مؤسسات وجمعيات علمية عديدة منها عضو الجمعية المصرية للدراسات التاريخية، وعضو جمعية الآثار والفنون الإسلامية، وعضو اتحاد كتاب مصر، وعضو جمعية إحياء التراث العلمي للحضارة الإسلامية وغيرهم.
وقد عمل عزب أيضا مشرفا على مشروع إنقاذ وتطوير أسوار صلاح الدين بالقاهرة، وعمل مفتشا مرافقا لبعثة مركز البحوث الأمريكي التي قامت بترميم منزل أحمد كتخدا الرزاز بالقاهرة، ومفتشا للآثار والفنون الإسلامية. هذا بالإضافة إلى عمله في مشاريع عديدة لترميم الآثار في مصر منها مشروع ترميم آثار رشيد في عام 1985، وترميم آثار مدينة فوة في عام 1986. كما عمل محررا لعدد من المجلات والصحف العربية منها صحيفة الشرق القطرية في القاهرة، وصحيفة الحياة اللندنية، ومجلة مشكاة كمدير تحرير. وقام عزب بتأليف 15 كتابا حتى الآن بالإضافة إلى عدة دراسات وأبحاث تحليلية متعلقة بالتاريخ والآثار. وفي عام 2014، نال على جائزة أهم كتاب عربي من مؤسسة الفكر العربي عن كتابه «فقه العمران: العمارة والمجتمع والدولة في الحضارة الإسلامية» الصادرة عن الدار المصرية اللبنانية في عام 2012. كما حصل على جائزة الدولة للتفوق في فرع العلوم الاجتماعية من قبل المجلس الأعلى للثقافة في مصر عن كافة أعماله البحثية عام 2016.

## اعتقاله
أعتقلت السلطات المصرية المختصة القبض على خالد عزب في منزله في القاهرة في أبريل 2019. لم تكن أسباب القبض والتهم الموجه له واضحة في البداية، ولكن بعد أسبوعين من حبسه لغرض التحقيق، اتضح أن تهمته كانت نشر أخبار كاذبة وإساءة استخدام وسائل التواصل الاجتماعي، وذلك بعد نشره لتدوينة على صفتحه في الفيسبوك أشار فيها إلى عملية تهريب مخطوطة نادرة من العصر المملوكي وعرضها للبيع في مزاد في الخارج. وبعد مدة حبس دامت عام وثلاثة أشهر، قررت غرفة المشورة بمحكمة جنايات القاهرة إخلاء سبيله تحديدا في تاريخ 7 أغسطس 2020.

## أعماله
بعض من مؤلفاته تشمل:
- روائع الخط العربي بجامع البوصيري، مكتبة الإسكندرية، 2005م
- وعاء المعرفة: من الحجر إلى النشر الفوري، مكتبة الإسكندرية، 2007م
- الحجر والصولجان: السياسة والعمارة الإسلامية، دار الشروق، 2007م
- الفسطاط: النشأة، الإزدهار، الإنحسار، دار الآفاق العربية القاهرة، 2008م
- العمارة الإسلامية من الصين إلى الأندلس، كتاب دبي الثقافية، 2010م
- بقلم جمال عبد الناصر، أطلس للنشر والإنتاج الإعلامي، 2010م
- مع ابن خلدون.. في رحلته، دار الكتاب العربي، 2011م
- فقه العمران: الدولة والمجتمع والعمارة في حضارة المسلمين، الدار المصرية اللبنانية، 2012م
- بخاري الشريفة تاريخها وتراثها الحضاري، مكتبة مدبولي
- الماء في الحضارة الإسلامية، كتاب المجلة العربية، يوليو 2023م / ذو الحجة 1444 هـ

## الجوائز
- حصل على جائزة أهم كتاب عربي من مؤسسة الفكر العربي عن كتابه «فقه العمران: العمارة والمجتمع والدولة في الحضارة الإسلامية»، عام 2014
- نال على جائزة الدولة للتفوق في فرع العلوم الاجتماعية من قبل المجلس الأعلى للثقافة في مصر عن كافة أعماله البحثية، عام 2016

## روابط خارجية
- خالد عزب على موقع أرشيف الشارخ.

- مقابلة قناة العربية مع الدكتور خالد عزب
- لقاء قناة صباح أون مع خالد عزب